# Нове Шутнерово
Нове Шутне́рово (рос. Новое Шутнерово, чув. Çĕньял) — присілок у складі Козловського району Чувашії, Росія. Входить до складу Андрієво-Базарського сільського поселення.
Населення — 116 осіб (2010; 110 у 2002).
Національний склад:
- чуваші — 100 %